# 漢普頓大學
漢普頓大學（Hampton University）是一間主校區位於美國维吉尼亞州漢普頓的私立大學、傳統黑人大學，由美國傳信會的領袖成立於美國內戰結束後的1868年，最早是一所師範學校，1984年正式升格為大學。2015年《美國新聞與世界報道》將其列在“南部地區大學”排名中的第18位。

## 校區

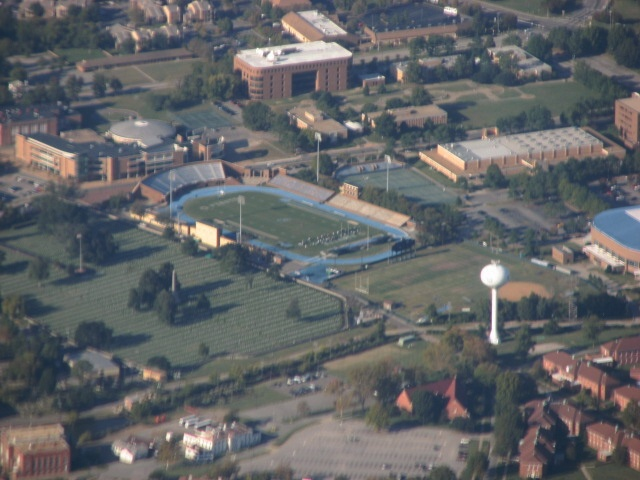
校區鳥瞰

該大學校區沿漢普頓河而建，Virginia-Cleveland Hall（女子宿舍）、Wigwam building（行政辦公處）、Academy Building（行政辦公處）、Memorial Chapel（宗教服務）和President's Mansion House屬於國家歷史地標。

## 外部連結
- 官方網站 （页面存档备份，存于）
- 官方體育網站 （页面存档备份，存于）
- Information on Hampton University from Virginia African Heritage Program
- 美国电影学会目录上的《Hampton Institute: Its Program of Education for Life》（英文）